# Faro di Moorea
Il faro di Moorea (Phare de Moorea in francese) è un faro situato sulla baia di Vaiare lungo la costa orientale dell'isola di Moorea nell'arcipelago delle Isole del Vento della Polinesia francese.
Il faro segnala il passaggio percorribile attraverso la barriera corallina all'ingresso del piccolo porto di Vaiare, frequentato da imbarcazioni private e da traghetti provenienti da Tahiti, situata a soli 17 chilometri verso est.